# Hypostomus soniae
Hypostomus soniae är en fiskart som beskrevs av Hollanda Carvalho och Weber 2005. Hypostomus soniae ingår i släktet Hypostomus och familjen Loricariidae. Inga underarter finns listade i Catalogue of Life.